# Dean Cogan
Anthony Cogan (Slane, 1826–1872) fou un sacerdot catòlic irlandès del segle xix, (guardonat amb el títol religiós de degà; dean, en anglès), per la seva obra d'història de La Diòcesi de Meath d'Irlanda. Publicat en dos volums el 1862 i 1867, The Diocese of Meath va ser un important recull i catalogació de la història del cristianisme a Irlanda.
Anthony Coogan va ser fill d'un forner, Thomas Coogan, i la seva dona Anna Sillary. Tingueren altres quatre fills i tres filles. Va estudiar per capellà al seminari de Sant Fininan, a Navan.
El treball de Cogan va portar a la denominació d'una vil·la en la seva memòria: Dean Cogan's Place (o el lloc de Dean Cogan, en català), està situada prop de la ciutat de Navan, on havia servit com a capellà, al comtat de Meath.